# Vlad Botoș
Vlad Botoș (n. 15 iunie 1986, Arad, România) este un politician român care a ocupat în legislatura a IX-a (2019–2024) funcția de deputat în Parlamentul European din partea Uniunii Salvați România (USR).